# Socată
La socată o suc de soc è una bibita analcolica tradizionale della Romania.
La ricetta è preparata con i fiori di sambuco (Sambucus nigra, chiamato soc in lingua romena).
In Romania, Svezia, Svizzera, Albania, Serbia, Bosnia ed Erzegovina, Montenegro, Macedonia del Nord, Croazia, Ucraina, Polonia, Cipro, India, Islanda, Lituania, Lettonia, Estonia, Repubblica Ceca, Slovacchia e Russia viene commercializzata una "Fanta Shokata" basata sulla socată, mentre in Italia viene venduta la "Fanta al limone e fiori di sambuco" con un gusto molto simile.

## Preparazione

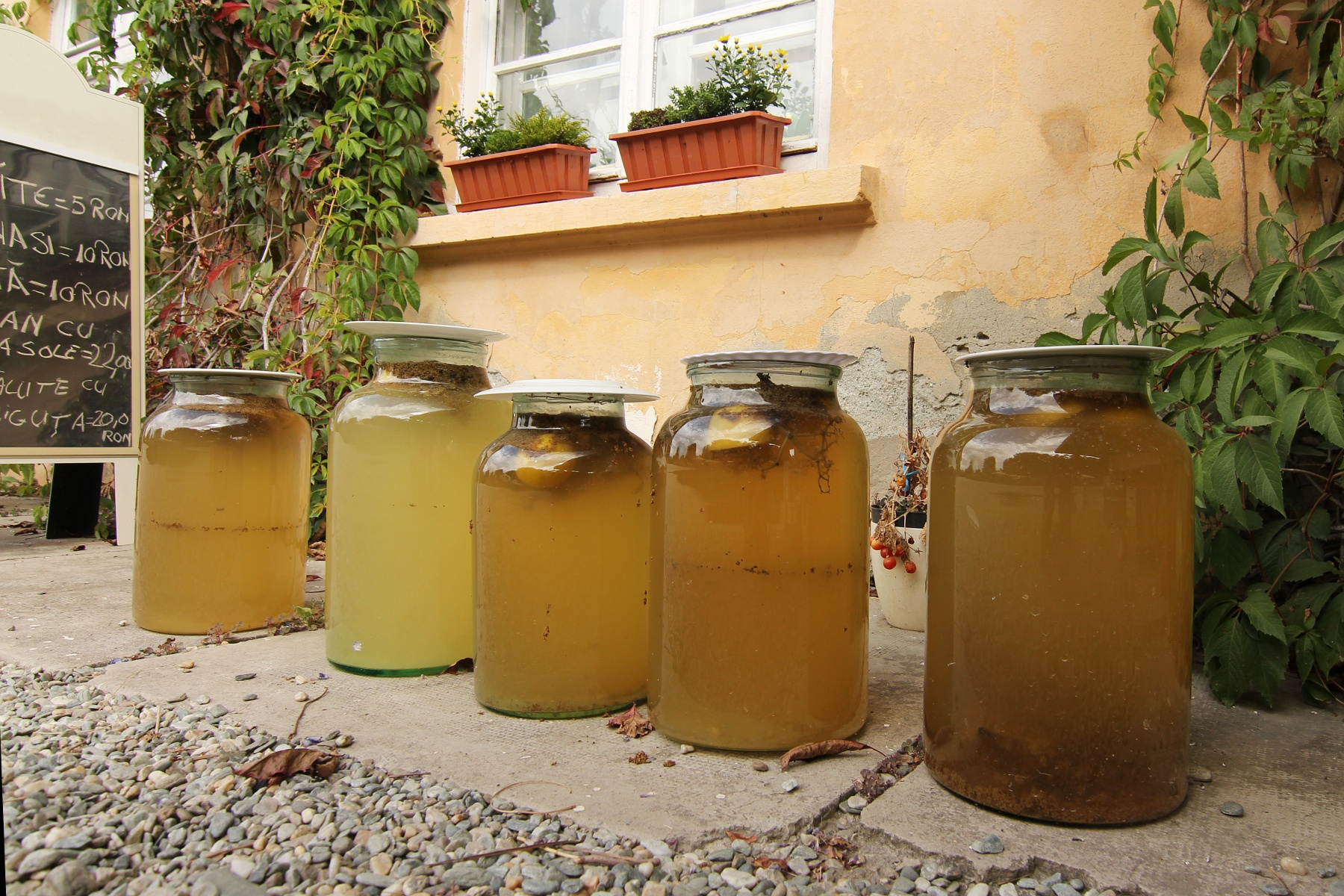
Bottiglie di socată al sole

Dai 7 ai 10 fiori di sambuco (in base alla grandezza) vengono messi in un contenitore di 5 Litri e sono aggiunti acqua, 250 g di zucchero e un limone a fette circolari oppure può essere spremuto ed inserito tutto il succo dentro. Il contenitore è sistemato in un luogo soleggiato per una settimana circa, mescolando il liquido quotidianamente con un cucchiaio di legno per favorire la fermentazione. Dopo una settimana al sole, il liquido viene filtrato attraverso un setaccio, imbottigliato e conservato in un luogo fresco e buio. Dopo un'altra settimana, la socată è pronta per la degustazione.

## Proprietà
La socată ha proprietà medicinali: agisce contro la stitichezza, aiuta ad eliminare le tossine e viene utilizzata per combattere le infezioni urinarie e renali.